# Osmolin (województwo mazowieckie)

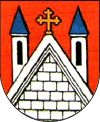
Historyczny herb Osmolina

Osmolin – wieś sołecka w Polsce położona w województwie mazowieckim, w powiecie gostynińskim, w gminie Sanniki. Dawniej miasto; uzyskał lokację miejską w 1462 roku, zdegradowany w 1870 roku. Miasto królewskie w dzierżawie Osmolin, w 1792 roku w ziemi gostynińskiej województwa rawskiego. W latach 1975–1998 miejscowość administracyjnie należała do województwa płockiego.
We wsi znajduje się kościół św. Marcina.
Przez Osmolin przebiega droga wojewódzka droga wojewódzka nr 584.